# Berneuil Communal Cemetery
Berneuil Communal Cemetery is een begraafplaats gelegen in de Franse plaats Berneuil (Somme). De militaire graven worden onderhouden door de Commonwealth War Graves Commission.
De begraafplaats telt 4 geïdentificeerde Gemenebest graven uit de Eerste Wereldoorlog.